# Retreat (Grenada)
Retreat (dt.: Rückzugsort) ist eine Siedlung im Parish Saint David im Süden von Grenada.

## Geographie
Die Siedlung liegt oberhalb von Terra Cannes und Mamma Cannes im gebirgigen Hinterland. Sie liegt genau an der Grenze der Parishes Saint David und Saint Andrew.